# Гране, Франсуа Мариус
Франсуа́ Мариу́с Гране́ (фр. François Marius Granet; 17 декабря 1775, Экс-ан-Прованс — 21 ноября 1849, там же) — французский живописец академического направления. В своём творчестве парадоксально «соединял черты академического натурализма и романтического мышления».

## Биография
Сын каменщика, он получил начальное художественное образование в муниципальной школе рисования в родном городе Экс-ан-Провансе. Там же он познакомился с художником, археологом и литератором графом де Форбеном, который дал способствовал его поступлению в 1796 году в мастерскую Жака-Луи Давида, где Гране, впрочем, оставался недолго. Некоторое время Гране путешествовал с Форбеном по Италии. Возвратившись в Париж, стал работать в художественных мастерских Лувра. Гране и Форбена на долгие годы связала дружба и общие взгляды на искусство.
Проживая и работая рядом с художниками Анн-Луи Жироде и Ж. О. Д. Энгром в заброшенном монастыре капуцинов, он писал виды монастыря — тема, которая станет основной в его последующем творчестве. Это влечение к монастырям принесло ему прозвище «монах». Гране и сам без колебаний называл себя христианским живописцем.
Первым его самостоятельным произведением был «Вид монастыря фельянов». Все восторгались прекрасным колоритом и блестящей светотенью этой картины.
В 1802 году Гране отправился в Рим, где рисовал античные памятники и писал сцены из жизни местных художников. Он также известен изображениями интерьеров церквей и монастырей, выполненными в очень тёмном «голландском стиле», в отличие от канонов искусства классицизма. Он получил золотую медаль на Парижском салоне 1808 года. В 1809 году он позировал своему другу Доминику Энгру на крыше его мастерской на вилле Медичи.
В Италии Гране изучал преимущественно флорентийскую и венецианскую школы живописи, восприняв от итальянских художников чистоту стиля и симметрию композиции. В Италии Гране написал картины «Внутренность церкви Сан-Мартино-аи-Монти», и «Вид крипты церкви Санта-Мария-ин-Арачели». К произведениям Гране, написанным в Италии, принадлежит также замечательная картина «Художник Жак Стелла в тюрьме Капитолия» (1810; до Октябрьской революции находилась в галерее герцогов Лейхтенбергских, в Санкт-Петербурге; ныне в московском Музее изобразительных искусств имени А. С. Пушкина). Картина имела огромный успех в Риме и была отправлена в Париж, где произвела не меньшее впечатление.
Написанная перед этим картина «Вид хоров капеллы капуцинов церкви Санта-Мария-делла-Кончеционе в Риме» (1808) считается одной из самых удачных работ Гране, который воспроизвёл её девять раз (с различными названиями). Картина известна в России тем, что один из её вариантов художник преподнёс в дар российскому императору Александру I, который поместил её в картинную галерею Императорского Эрмитажа. Картина Гране настолько поразила русского живописца А. Г. Венецианова, который изучал её в Эрмитаже, что он использовал похожий эффект линейной перспективы в своей картине на крестьянскую тему «Гумно» (1823—1824).
После возвращения во Францию в 1824 году Франсуа Гране, благодаря вмешательству своего друга Огюста де Форбена, директора королевских музеев, стал куратором Музея Лувра.
Последнюю поездку в Рим он совершил в 1829—1830 годах. В 1833 году Луи-Филипп I, король Франции и один из коллекционеров его картин, назначил Гране куратором Картинной галереи Версальского дворца с целью создания Исторического музея во славу Франции (galerie des Batailles), музея, который будет открыт в июне 1837 года. Разделив свою жизнь между Парижем и Версалем, Гране взялся за эту задачу, руководя пополнением коллекций, реставрацией картин и планировкой помещений.
Франсуа Мариус Гране был избран академиком Академии изящных искусств в Париже (1830), стал членом Института Франции, был удостоен звания кавалера Ордена Святого Михаила и кавалера ордена Почётного легиона.
В период революционных событий 1848 года, Гране, потеряв придворные должности, поселился в Экс-ан-Провансе и основал там музей, с 1949 года носящий его имя (Musée Granet).
После его смерти в 1849 году содержимое его мастерской, его рисунки, а также собрание голландской и итальянской живописи XVII века были завещаны городу Экс-ан-Прованс, и составляют фонд музея Экса, существовавшего с 1825 года. Этот музей будет переименован в музей Гране в 1949 году, по случаю столетия со дня смерти художника.

## Творчество
Гране называли французским Рембрандтом. Однако, придавая важное значение эффектам светотени, он стремился, в отличие от голландского гения и художников стиля барокко, к строгости и ясности композиции, предпочитая исторические, возвышенные сюжеты.
Из его произведений наиболее известны:
- «Св. Людовик, освобождающий французских пленных в Дамиете»,
- «Пуссен, напутствуемый перед смертью кардиналом Массимо»
- В Санкт-Петербургском Эрмитаже — «Внутренний вид хоров в церкви капуцинского монастыря на площади Барберини в Риме» — картина, которую художник преподнёс в дар императору Александру I в 1821 году.

## Галерея

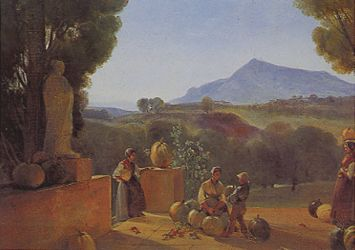
Сбор урожая тыквы в Мальватаре. 1796. Холст, масло. Музей Гране, Экс-ан-Прованс
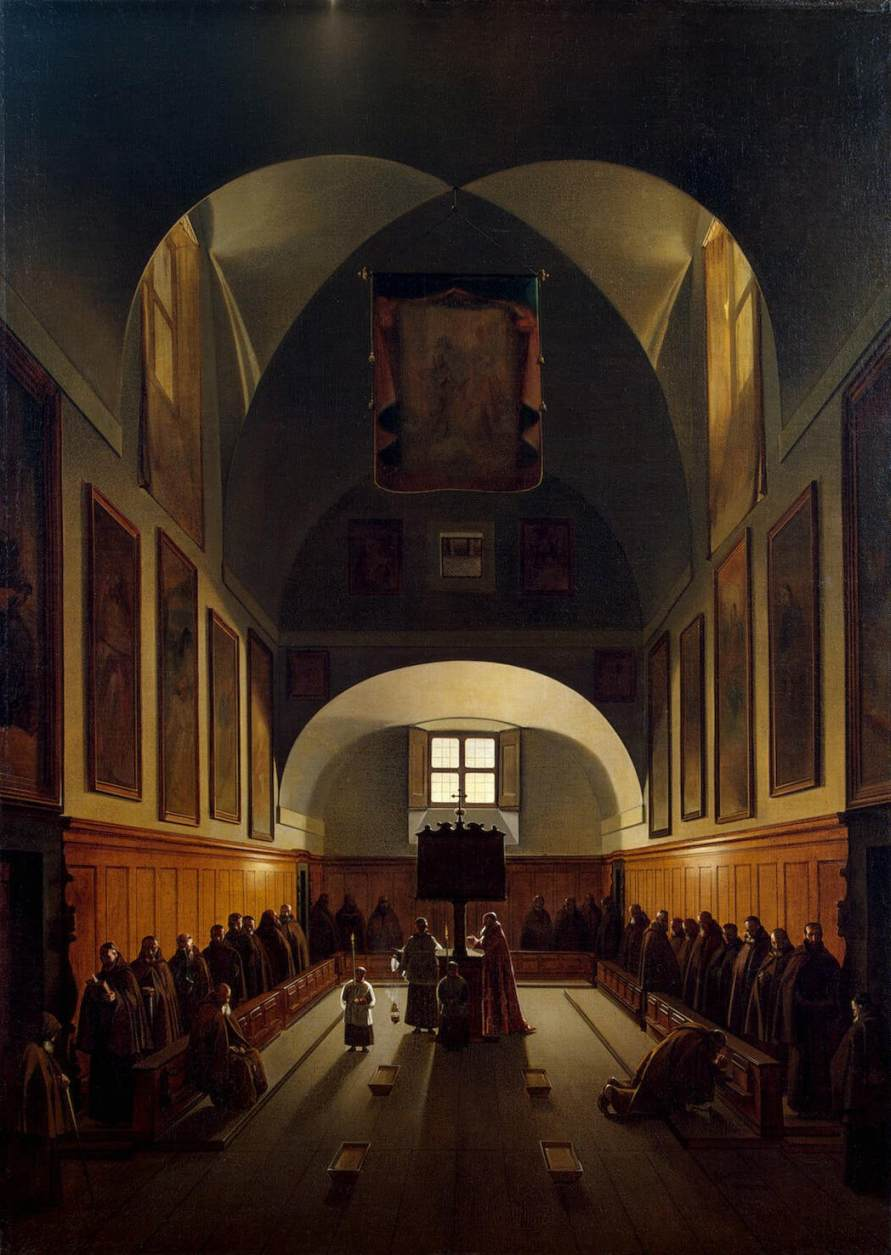
Внутренний вид хоров в церкви капуцинского монастыря на площади Барберини в Риме. 1818. Холст, масло. Эрмитаж, Санкт-Петербург
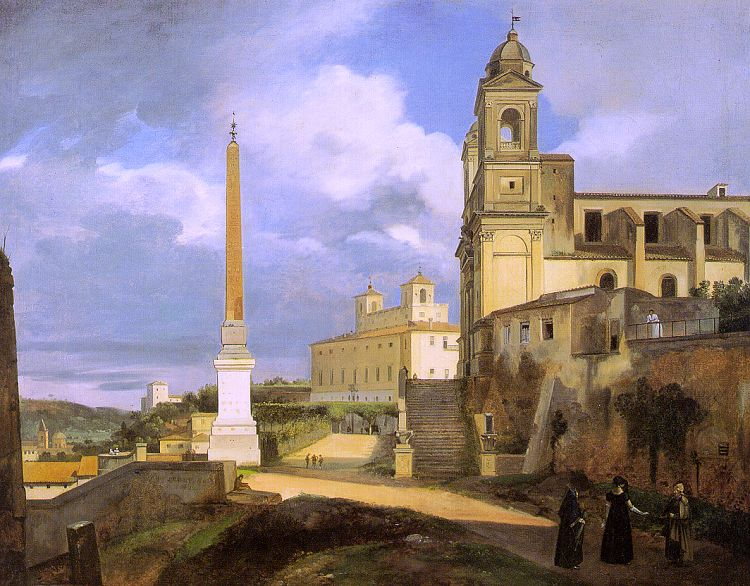
Сантиссима-Тринита-дей-Монти и Вилла Медичи в Риме. 1808. Холст, масло.  Лувр, Париж
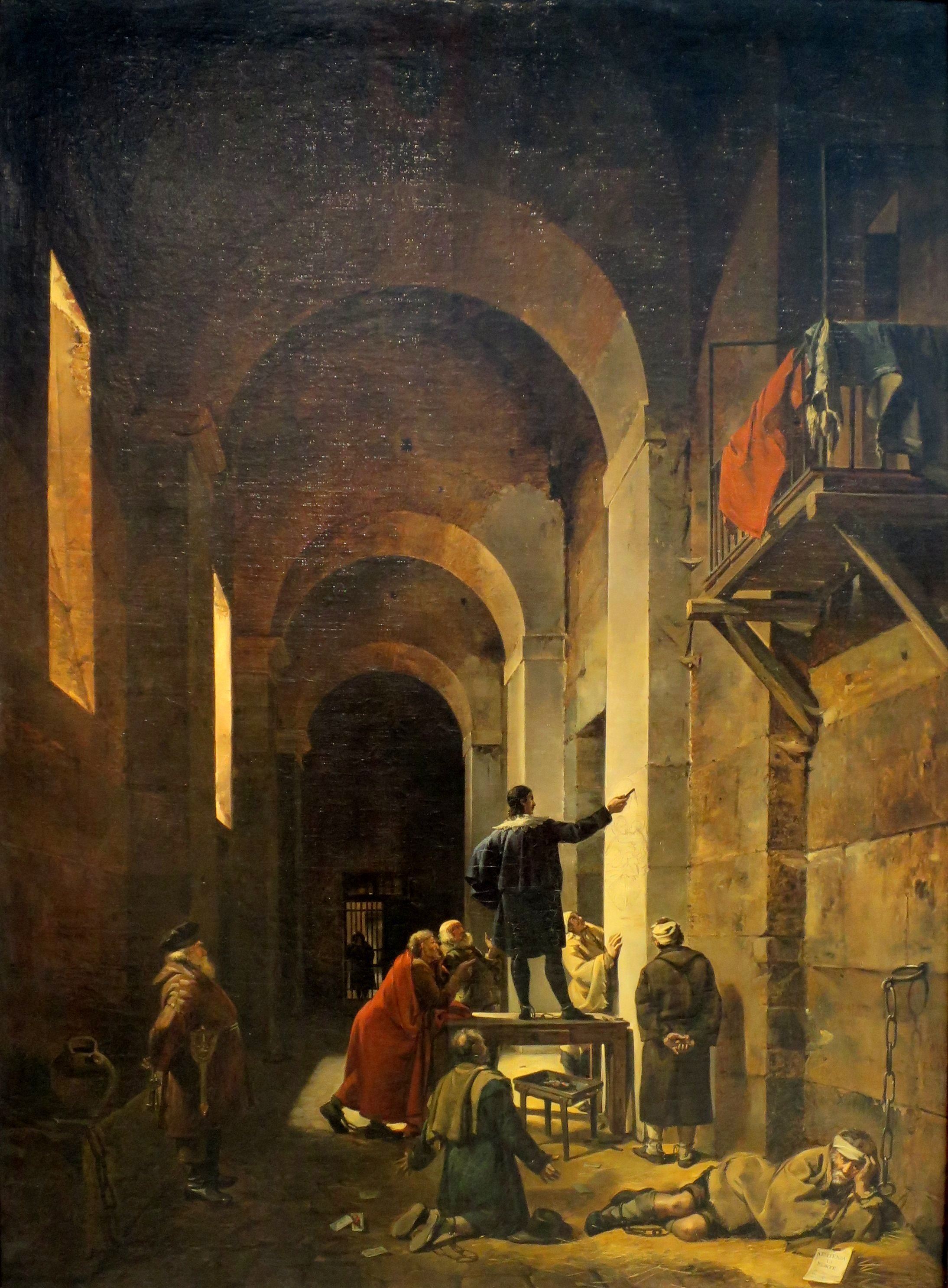
Художник Жак Стелла в тюрьме Капитолия. 1810. Холст, масло. Государственный музей изобразительных искусств имени А. С. Пушкина, Москва
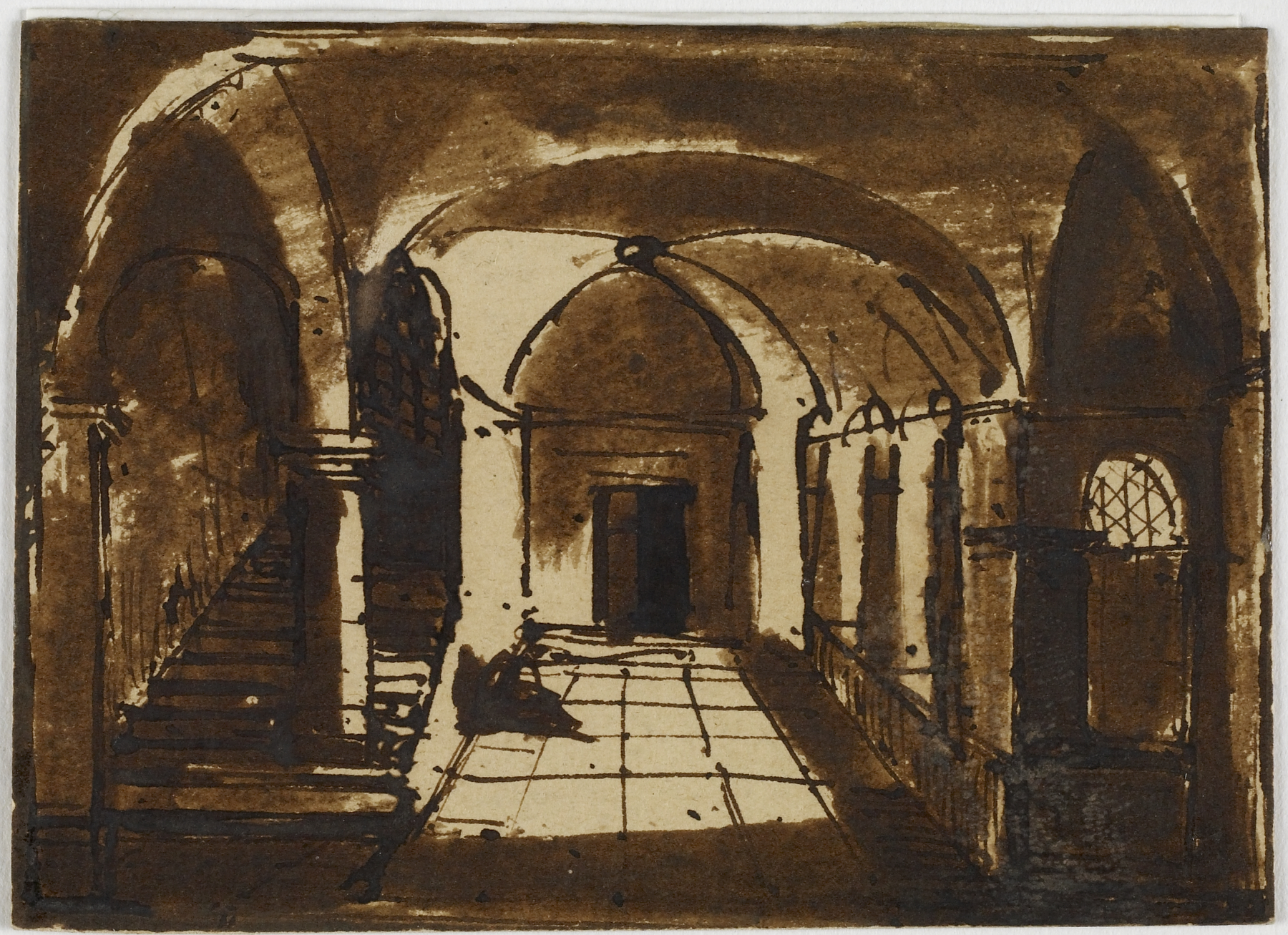
Вид монастыря. 1840-е гг. Бумага, кисть, сепия. Художественный музей Уолтерса, Балтимор
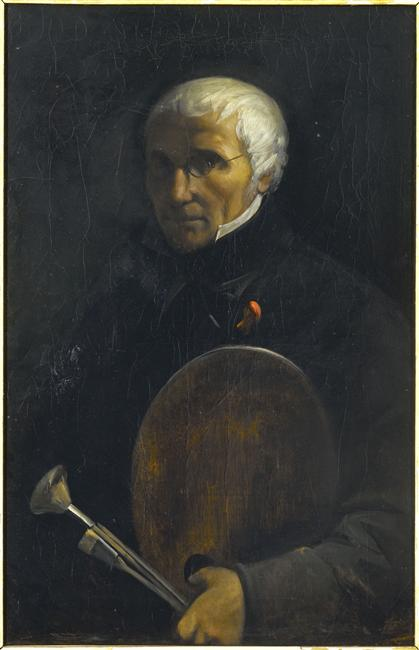
Автопортрет. 1830-е гг. Холст, масло. Версаль